# Planejamento regional
Em geografia e urbanismo, o planejamento regional (português brasileiro) ou planeamento regional (português europeu) é um tipo de estudo para a realização de um projeto para um desenvolvimento ordenado de determinada região. Fornecem dados que servem de instrumento para que o estado implante política de desenvolvimento regional. Patrick Geddes é considerado o pai do conceito.
Planejamento Regional é o estudo do tipo de planejamento do uso do solo, e trabalha com o planejamento e investimentos com localizações eficientes do solo para diversas atividades, como instalação da infraestrutura e estabelecimentos de cidades, Estados e países. Os conceitos de planejamento do uso do solo, e planejamento urbano englobam no planejamento espacial.